# Ексей
Ексей — река в России, протекает по Новоторъяльскому району Республики Марий Эл.
Начинается возле деревни Логинцы, течёт на юго-восток. На берегах расположены деревни Маркелово, Ексей Мари, Егоро-Петрово. Устье реки находится в 3,8 км от устья реки Шукшан по левому берегу. Длина реки составляет 14 км.

## Данные водного реестра
По данным государственного водного реестра России относится к Камскому бассейновому округу, водохозяйственный участок реки — Вятка от города Котельнич до водомерного поста посёлка городского типа Аркуль, речной подбассейн реки — Вятка. Речной бассейн реки — Кама.
Код объекта в государственном водном реестре — 10010300412111100037327.